# Liste des espèces d'oiseaux les plus massives
Cette liste comprend les plus grandes espèces vivantes d'oiseaux au monde, à l'âge adulte, classées selon leur masse maximale enregistrée à l'état sauvage et en conditions naturelles :
| Rang | Illustration | Noms                                                       | Masse record en kg | Masse moyenne en kg                       | Masse minimale en kg | Taille minimale (la plus courante) et maximale en cm | Longueur minimale (la plus courante) et maximale du corps en cm | Envergure minimale (la plus courante) et maximale en cm | Capacité à voler | Répartition géographique                                         |
| ---- | ------------ | ---------------------------------------------------------- | ------------------ | ----------------------------------------- | -------------------- | ---------------------------------------------------- | --------------------------------------------------------------- | ------------------------------------------------------- | ---------------- | ---------------------------------------------------------------- |
| 1    |              | Autruche d'Afrique Struthio camelus Linnaeus, 1758         | 156,8 kg           | 104 kg                                    | 63 kg                | 170–280 cm                                           |                                                                 |                                                         | Non              |                                                                  |
| 2    |              | Autruche de Somalie Struthio molybdophanes Reichenow, 1883 | 130 kg             | 90 kg                                     |                      |                                                      | 200 cm                                                          |                                                         | Non              |                                                                  |
| 3    |              | Casoar à casque Casuarius casuarius Linnaeus, 1758         | 85 kg              | 45 kg                                     | 17 kg                | 150–200 cm                                           | 127–170 cm                                                      |                                                         | Non              |                                                                  |
| 4    |              | Casoar unicaronculé Casuarius unappendiculatus Blyth, 1860 | 75 kg              | 44 kg                                     |                      | 150–180 cm                                           | 149 cm                                                          |                                                         | Non              |                                                                  |
| 5    |              | Émeu d'Australie Dromaius novaehollandiae Latham, 1790     | 60 kg              | 33 kg                                     | 18 kg                | 190 cm                                               | 139–164 cm                                                      |                                                         | Non              |                                                                  |
| 6    |              | Manchot empereur Aptenodytes forsteri Gray, 1844           | 45,4 kg            | 31,5 kg                                   | 22,7 kg              | 130                                                  |                                                                 |                                                         | Non              |                                                                  |
| 7    |              | Nandou d'Amérique Rhea americana Linnaeus, 1758            | 40 kg              | 23,5 kg                                   |                      | 140–170 cm                                           | 127–140 cm                                                      |                                                         | Non              |                                                                  |
| 8    |              | Casoar de Bennett Casuarius bennetti Gould, 1857           | 34 kg              | 19,7 kg                                   | 17,6 kg              | 100–130                                              | 99-150 cm                                                       |                                                         | Non              |                                                                  |
| 9    |              | Nandou de Darwin Rhea pennata d’Orbigny, 1834              | 28,6 kg            | 19,6 kg                                   | 15 kg                | 90-120 cm                                            | 92-100 cm                                                       |                                                         | Non              |                                                                  |
| 10   |              | Cygne tuberculé Cygnus olor Gmelin, 1789                   | 23 kg              | ♂ 10,6-11,87 kg ♀ 8,5-9,67 kg             | ♂ 9,2 kg ♀ 7,6 kg    |                                                      | 125 cm (140–160 cm) 170 cm                                      | 200–240 cm                                              | Oui              |                                                                  |
| 11   |              | Grande Outarde Otis tarda Linnaeus, 1758                   | 21 kg              | 10,6 kg                                   | 3,1 kg               | 75-105 cm                                            | 75-115 cm                                                       | 190–270 cm                                              | Oui              |                                                                  |
| 12   |              | Outarde kori Ardeotis kori Burchell, 1822                  | 19 kg              | 11,1 kg                                   | 3 kg                 | 120 cm                                               | 80-128 cm                                                       | 177–275 cm                                              | Oui              |                                                                  |
| 13   |              | Manchot royal Aptenodytes patagonicus J.F.Miller, 1778     | 18 kg              | 13,6 kg                                   |                      | 70-100 cm                                            |                                                                 |                                                         | Non              |                                                                  |
| 14   |              | Outarde à tête noire Ardeotis nigriceps Vigors, 1831       | 18 kg              |                                           | 3,5 kg               | 100 cm                                               | 76-122 cm                                                       |                                                         | Oui              |                                                                  |
| 15   |              | Cygne trompette Cygnus buccinator Richardson, 1832         | 17,2 kg            | ♂ 10,9-12,7 kg ♀ 9,4-10,3 kg              | 7 kg                 |                                                      | (138–165 cm) 183 cm                                             | 310 cm                                                  | Oui              |                                                                  |
| 16   |              | Dindon sauvage Meleagris gallopavo Linnaeus, 1758          | 17,05 kg           | 5,98                                      | 2,5 kg               |                                                      | 76-125 cm                                                       | 125–144 cm                                              | Oui              |                                                                  |
| 17   |              | Outarde arabe Ardeotis arabs Linnaeus, 1758                | 16,8 kg            |                                           |                      | 92 cm                                                |                                                                 |                                                         | Oui              |                                                                  |
| 18   |              | Albatros hurleur Diomedea exulans Linnaeus, 1758           | 16,1 kg            |                                           | 5,9 kg               |                                                      | 144 cm                                                          | 251–363 cm                                              | Oui              |                                                                  |
| 19   |              | Cygne chanteur Cygnus cygnus Linnaeus, 1758                | 15,5 kg            | ♂ 9,8–11,4 kg ♀ 8,2–9,2 kg                | 5,6 kg               |                                                      | 140–165 cm                                                      | 205–275 cm                                              | Oui              |                                                                  |
| 20   |              | Pélican frisé Pelecanus crispus Bruch, 1832                | 15 kg              | ♂ 10,4 kg ♀ 8,7 kg                        | 7,25 kg              |                                                      | 160–183 cm                                                      | 245–351 cm                                              | Oui              |                                                                  |
| 21   |              | Pélican blanc Pelecanus onocrotalus Linnaeus, 1758         | ♂ 15 kg            | ♂ 9-15 kg ♀ 5,4-9 kg                      | ♀ 5,4 kg             |                                                      | ♀ 140 cm (♂ ~175 cm ♀ ~148 cm) ♂ 180 cm                         | 226–360 cm                                              | Oui              |                                                                  |
| 22   |              | Grue du Japon Grus japonensis Statius Müller, 1776         | 15 kg              | 8,6 kg                                    | 4,8 kg               | 150–158 cm                                           | 101,2–150 cm                                                    | 220–250 cm                                              | Oui              |                                                                  |
| 23   |              | Grue de Sibérie Leucogeranus leucogeranus Pallas, 1773     | 15 kg              |                                           | 4,9 kg               | 140 cm                                               | 115–127 cm                                                      | 210–230 cm                                              | Oui              |                                                                  |
| 24   |              | Condor des Andes Vultur gryphus Linnaeus, 1758             | 14,9 kg            | 11,3 kg                                   | 8 kg                 |                                                      | 100–130 cm                                                      | 330 cm                                                  | Oui              |                                                                  |
| 25   |              | Outarde d'Australie Ardeotis australis Gray, 1829          | ♂ 14,5 kg          | ♀ 3,2 kg ♂ 6,3 kg                         | ♀ 2,4 kg             | ♀ 80 cm ♂ 120 cm                                     |                                                                 | ♀ 180 cm ♂ 230 cm                                       | Oui              | Partie nord du continent australien et sud de la Nouvelle-Guinée |
| 26   |              | Condor de Californie Gymnogyps californianus Shaw, 1797    | 14,1 kg            | 8,5 kg                                    | 7 kg                 |                                                      | 110–134 cm                                                      | 305 cm                                                  | Oui              |                                                                  |
| 27   |              | Vautour moine Aegypius monachus Linnaeus, 1766             | ♀ 14 kg            | Bendras svoris: ♂ 6,3-11,5 kg ♀ 7,5-14 kg | ♂ 6,3 kg             |                                                      | 98-120 cm                                                       | 250–310 cm                                              | Oui              |                                                                  |
| 28   |              | Pélican d'Amérique Pelecanus erythrorhynchos Gmelin, 1789  | 13,6 kg            | ♂ 6,34-9,1 kg ♀ 4,97-5,0 kg               | 3,5 kg               |                                                      | 130–180 cm                                                      | 240–300 cm                                              | Oui              |                                                                  |
| 29   |              | Pélican à lunettes Pelecanus conspicillatus Temminck, 1824 | 13 kg              | 5,5 kg                                    | 4 kg                 |                                                      | 152–188 cm                                                      | 230–260 cm                                              | Oui              |                                                                  |
| 30   |              | Vautour de l'Himalaya Gyps himalayensis Hume, 1869         | 12,5 kg            | 9 kg (8–12 kg)                            | 6 kg                 |                                                      |                                                                 | 256–310 cm                                              | Oui              |                                                                  |
| 31   |              | Grue antigone Antigone antigone Linnaeus, 1758             | 12 kg              | (6,8–8,4 kg)                              | 5 kg                 | (115–167 cm) 176 cm                                  |                                                                 | 220–250 cm                                              | Oui              |                                                                  |
| 32   |              | Vautour fauve Gyps fulvus Hablitz, 1783                    | 11,3 kg            | ♂ 6,2-10,5 kg ♀ 6,5-10,5 kg               | 4,5 kg               |                                                      | 93–122 cm                                                       | 230–280 cm                                              | Oui              |                                                                  |
| 33   |              | Vautour chassefiente Gyps coprotheres Forster, 1798        | 10,9 kg            |                                           |                      |                                                      | (96–115 cm)                                                     | 226–260 cm                                              | Oui              |                                                                  |
| 34   |              | Albatros royal Diomedea epomophora Forster, 1785           | ♂ 10,3 kg          |                                           | ♀ 6,50 kg            |                                                      | 107–123 cm                                                      | (290–328 cm) 351 cm                                     | Oui              | La plupart vivent entre 30°S et 45°S de latitude                 |